# Łubin zmienny
Łubin zmienny, łubin andyjski (Lupinus mutabilis) — gatunek z rodziny bobowatych. Pochodzi z północno-zachodniej części Ameryki Południowej, poza tym w różnych miejscach uprawiany, także w Europie Środkowej.

## Morfologia
PokrójRoślina jednoroczna, jasnozielona, osiągająca 1,5 m wysokości.
LiścieDłoniasto złożone z 7–9 listków.
KwiatyOkazałe, białe z żółtymi skrzydełkami zmieniającymi się w czasie kwitnienia aż do ciemnofioletowych.
OwoceStrąk podłużny z białymi nasionami spłaszczonymi, jajowatymi o długości do 10 mm.

## Zastosowanie i uprawa
- Zastosowanie. W Ameryce gatunek siany na zielony nawóz, w Europie Środkowej roślina ozdobna[6]. Nadaje się do obsiewania skarp lub na grupy kwiatowe na rabatach.
- Uprawa. Roślina łatwa w uprawie. Najlepiej rośnie na piaszczystej i kwaśnej glebie (pH 4,5–6) i na słonecznym stanowisku[7]. Uprawia się z nasion wysiewanych wprost do gruntu pod koniec kwietnia lub na początku maja po 2–3 w rządki o rozstawie 15–35 cm[7].